# Frontal Assault
Frontal Assault è il terzo album degli Angel Witch, pubblicato il 9 aprile 1986.

## Tracce
1. Frontal Assault – 4:01
2. Dream World – 3:49
3. Rendezvous with the Blade – 6:37
4. Religion (Born Again) – 4:17
5. Straight from Hell – 4:18
6. She Don't Lie – 5:54
7. Take to the Wing – 3:54
8. Something Wrong – 4:36
9. Undergods – 3:48

## Formazione
- Dave Tattum - voce
- Kevin Heybourne - chitarra
- Pete Gordelier - basso
- Spencer Holman - batteria